# Neptuniu
Neptuniul este un element chimic aflat pe poziția 93 în tabelul periodic al elementelor. Element cu caracter metalic radioactiv, neptuniul este primul element transuranian și aparține seriei actinidelor. Cel mai stabil izotop al său, 237Np, este un produs  în reactorii nucleari, iar acesta împreună cu plutoniul pot fi folosite la echipamentele de detecție a neutronilor. Neptuniul este de asemenea găsit în urme fine pe minereurile de uraniu în urma reacțiilor de transmutație.

Neptuniu

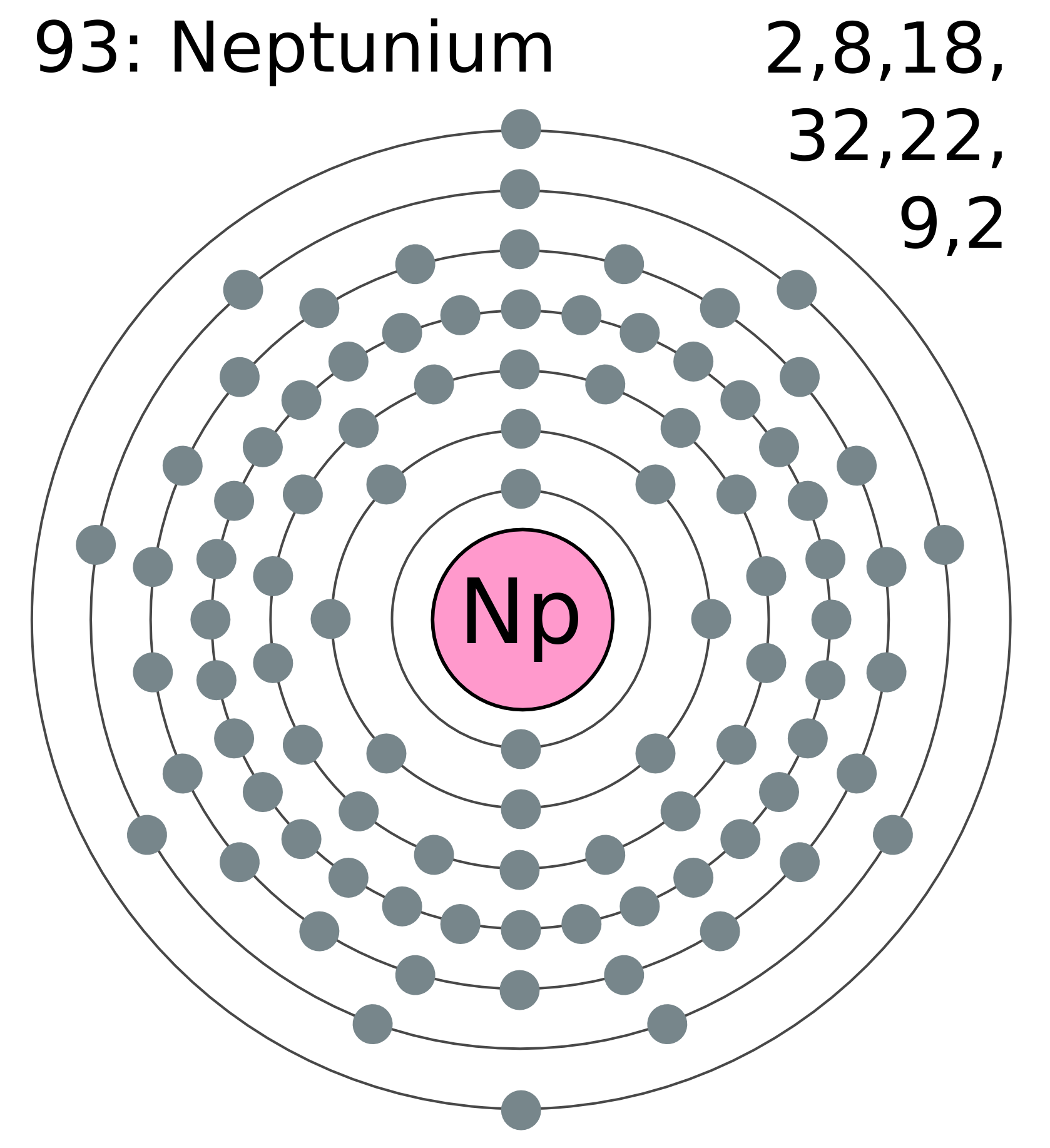
Configurația electronică a atomului de neptuniu

## Istoric
Neptuniul, denumit după numele celei de opta planete din sistemul solar, a fost descoperit de Edwin McMillan și Phillip H. Abelson în 1940, la Universitatea California, Berkeley.

## Caracteristici

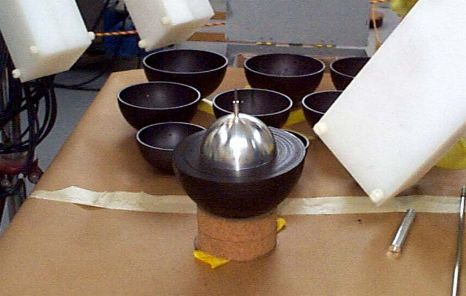
Neptuniu

## Sinteză
Chimic, neptuniul este preparat prin reducerea NpF3 cu vapori de bariu sau litiu la aproximativ 1200 °C. Cea mai mare parte a Np este însă produs în reacții nucleare:
{\displaystyle \mathrm {^{235}_{\ 92}U\ +\ _{0}^{1}n\ \longrightarrow \ _{\ 92}^{236}U_{m}\ {\xrightarrow[{120\ ns}]{}}\ _{\ 92}^{236}U\ +\ \gamma } }
{\displaystyle \mathrm {^{236}_{\ 92}U\ +\ _{0}^{1}n\ \longrightarrow \ _{\ 92}^{237}U\ {\xrightarrow[{6.75\ d}]{\beta ^{-}}}\ _{\ 93}^{237}Np} }